# Spånga-Tensta
Spånga-Tensta is een stadsdeel (stadsdelsområde) in het westen van Stockholm. Dit stadsdeel is ontstaan op 1 januari 2007 door een samenvoeging van twee stadsdelen Spånga en Tensta. Tegenwoordig heeft het stadsdeel ongeveer 34.500 inwoners. Het stadsdeel staat bekend als deel van het Miljoenenprogramma.
Tijdens de coronacrisis in 2020 kwam de wijk in het nieuws vanwege het hoge aantal besmettingen in deze migrantengemeenschappen, toegeschreven aan de woonsituatie, en de socio-culturele kloof met de rest van de Zweedse maatschappij.

## Districten
Het stadsdeel bestaat uit de districten:
- Bromsten
- Flysta
- Solhem
- Lundby
- Sundby
- Tensta